# Waal (comune)
Waal è un comune mercato tedesco di 2 218 abitanti, situato nel land della Baviera.